# آمال عالية
«آمال عالية» (بالإنجليزية: High Hopes)‏ هي أغنية للفرقة الأمريكية بانيك! آت ذا ديسكو صدرت يوم 23 ماي 2018 كثاني أغنية منفردة من ألبوم الاستوديو السادس للفرقة «صل للشرير» عبر شركة فيولد باي رامن ودي سي دي 2 ريكوردز.
يوم 31 يوليوز 2018 شرع الراديو البديل ببثها، وبدأ راديو هوت أدولت المزامن ببثها يوم 27 غشت 2018، وراديو بوب الولايات المتحدة اليوم التالي. صدر الفيديو الموسيقي أيضا يوم 27 غشت.
بلغت الأغنية لحد الآن الرتبة 11 في لائحة بيلبورد هوت 100 لتصبح ثالث أغنية للفرقة تصبح بين أفضل 40 أغنية، وأعلى أغاني الفرقة ترتيبا على اللائحة بعد أغنية «أكتب الذنوب لا المآسي» الصادرة سنة 2006. بلغت أيضا أفضل 10 أغاني بأستراليا وألمانيا، وأفضل 20 أغنية بإيرلندا، نيوزيلندا، والمملكة المتحدة، لتصبح أعلى الأغاني المنفردة الخاصة بالفرقة ترتيبا في اللوائح عالميا. توجد الأغنية أيضا بلعبة فيديو "NHL 19" لشركة إي أيه سبورتس.

## خلفية
بعد نجاح ألبوم موت أعزب حصل يوري على ما تبقى من سنة 2017 كعطلة من شركة إنتاج الفرقة فيولد باي رامن. لكنه أحس بأنه يجب أن يستمر في كتابة الموسيقى أثناء عطلته، فبدأت عملية الكتابة في الشهر السابق لمشاركة يوري في «كينكي بوتس» أول مرة، وكتب حينها الكلمات التي تتكرر في أغنية «آمال عالية». صرح يوري بأن كتابة الألبوم استغرقت حوالي أربعة أشهر إجمالا في ظرف سنة ونصف.

## فيديو موسيقي
رفعت الأغنية على قناة «بانيك آت ذا ديسكو» الرسمية على يوتوب في نفس اليوم الذي صدرت فيه، وهو 23 ماي 2018. صدر فيديو موسيقي رسمي للأغنية يوم 27 غشت 2018، في شهر نونبر سنة 2018 يفوق عدد مشاهدات الفيديو 44 مليون مشاهدة.

## ردات الفعل
وصفتها مجلة بيست بأن لها «أداء مرتفع الصوت من آلة نفخ نحاسية» و«غناء حادا». ووصفتها رولينغ ستون بأن لها «لحنا مرحا» و «أبواقا صاخبة».

## الأداء الإعلاني
كان أعلى ترتيب تبلغه أغنية «آمال عالية» على لائحة بيلبورد هوت 100 هو الرتبة 11، مما جعلها ثاني أعلى أغنية للفرقة في اللائحة بعد أغنية «أكتب الذنوب لا المآسي» الصادرة سنة 2006. بلغت الأغنية رتبا عالية في اللوائح عالميا، فقد بلغت الرتبة 7 في أستراليا والرتبة 12 في المملكة المتحدة، وأصبحت أيضا أعلى أغنية للفرقة في لوائح هذين البلدين.

## لوائح
| اللائحة (2018)                                           | أعلى رتبة |
| -------------------------------------------------------- | --------- |
| أستراليا (أريا)                                          | 7         |
| النمسا (أو3 النمسا توب 40)                               | 7         |
| بلجيكا (أولتراتوب فلاندرز)                               | 20        |
| بلجيكا (أولتراتيب والونيا)                               | 6         |
| كندا (هوت كندا ديجيتال سونغز)                            | 40        |
| كندا (بيلبورد) سي إيتش آر/توب 40                         | 38        |
| كندا (بيلبورد) هوت إي سي                                 | 21        |
| كرواتيا إيربلاي (إذاعة وتلفزيون كرواتيا)                 | 52        |
| التشيك (الاتحاد الدولي للصناعة الفونوغرافية)             | 37        |
| الدانمارك (تراكليسن)                                     | 28        |
| ألمانيا (اللوائح الألمانية الرسمية)                      | 6         |
| ألمانيا (لائحة إيربلاي)                                  | 21        |
| إيرلندا (إرما)                                           | 13        |
| لاتفيا (لاتفيا توب 40)                                   | 9         |
| ميكسيكو إنغليس إيربلاي (بيلبورد)                         | 1         |
| نيوزيلندا (ريكورديد ميوزك إن زيت)                        | 16        |
| النرويج (في جي ليستا)                                    | 27        |
| اسكتلندا (شركة اللوائح الرسمية)                          | 15        |
| سنغافورا (الاتحاد الدولي للصناعة الفونوغرافية بسنغافورا) | 29        |
| سلوفاكيا (الاتحاد الدولي للصناعة الفونوغرافية)           | 77        |
| السويد (سويرجتوبليستان)                                  | 56        |
| سويسرا (هيت باراد سويسرا)                                | 8         |
| أغان منفردة المملكة المتحدة (شركة اللوائح الرسمية)       | 12        |
| بيلبورد هوت 100 الولايات المتحدة الأمريكية               | 11        |
| توب 40 أدولت (بيلبورد) الولايات المتحدة الأمريكية        | 4         |
| توب 40 مينستريم (بيلبورد) الولايات المتحدة الأمريكية     | 10        |
| هوت روك سونغز (بيلبورد) الولايات المتحدة الأمريكية       | 1         |

## شواهد
| المنطقة                                           | الشهادة | المبيعات |
| ------------------------------------------------- | ------- | -------- |
| أستراليا (أريا)                                   | بلاتين  | 70000    |
| كندا (ميوزيك كندا)                                | بلاتين  | 80000    |
| نيوزيلندا (ريكورديد ميوزك إن زيت)                 | ذهب     | 15000    |
| المملكة المتحدة (الصناعة الفونوغرافية البريطانية) | فضة     | 200000   |